# Anthidiellum mediale
Anthidiellum mediale är en biart som beskrevs av Pasteels 1984. Anthidiellum mediale ingår i släktet Anthidiellum och familjen buksamlarbin. Inga underarter finns listade i Catalogue of Life.